# Šaraška
Šaraška (in russo шара́шка?; spesso anche šaraga, šaražka) era un nome informale attribuito ai laboratori segreti di ricerca e sviluppo presenti nei gulag dell'Unione Sovietica. Etimologicamente, la parola šaraška deriva dall'espressione nello slang russo šaraškina kontora ("Ufficio dei šaraška", che a sua volta deriva dall'argot criminale šaraga (шарага) per una banda di ladri, teppisti, ecc.), un termine ironico per denominare un'organizzazione poco organizzata o ingannevole.
Gli scienziati e gli ingegneri degli šaraška erano prigionieri presi da vari campi e prigioni per lavorare per lo Stato. Le condizioni di vita erano solitamente molto migliori rispetto alla prigionia in un comune campo nella taiga, soprattutto per l'assenza di lavori pesanti.
I risultati delle ricerche effettuate negli šaraška erano spesso pubblicate con il nome di prominenti scienziati sovietici senza attribuirli ai veri autori, i cui nomi furono dimenticati. Molti di questi prigionieri negli šaraška furono liberati durante e dopo la seconda guerra mondiale, continuando a lavorare raggiungendo talvolta anche un riconoscimento internazionale.

## Storia
Le radici storiche dell'Ufficio tecnico speciale risalgono tra il 1928 e il 1930, all'epoca della prima campagna di terrore di massa contro l'intelligencija tecnica, che fu chiamata "la lotta contro la distruzione". Il primo e più famoso processo politico di "demolizione" fu il caso Šachty organizzato nel 1928 ma i corpi dell'OGPU costruirono attivamente numerosi casi di organizzazioni "distruttive" in tutti i settori dell'industria sovietica.
Il 25 febbraio 1930, il Politburo del Partito Comunista bolscevico di tutta l'Unione emise un decreto sulle carenze nel lavoro dell'industria militare, in cui furono identificati gli autori di battute d'arresto nell'attività economica come i cosiddetti "parassiti".
L'ampia campagna per combattere il "sabotaggio" iniziata nel 1930 sotto la guida dell'Ufficio Economico dell'OGPU portò all'incarcerazione di un gran numero di specialisti altamente qualificati tramite accuse false e repressi dal terrore. Pertanto, il 15 maggio 1930, venne pubblicata una "Circolare del Consiglio Supremo dell'economia nazionale e dell'amministrazione politica dello Stato Unito" riguardo "l'impiego nelle fabbriche degli specialisti condannati per sabotaggio nelle fabbriche", firmato da Valerian Kujbyšev e Genrich Jagoda. In particolare, all'interno del documento veniva specificato che:
Nacque così il primo sistema di prigioni scientifiche e tecniche (gli šaraška) per l'impiego dei "parassiti" del regime nell'interesse della produzione militare.
Nel 1930, a tale scopo, nell'ambito dell'amministrazione economica dell'OGPU, venne istituito un dipartimento tecnico per supervisionare il lavoro negli uffici speciali di progettazione sfruttando gli specialisti incarcerati. Intanto nel 1930, Lev Mironov, commissario per la sicurezza di stato del secondo grado, venne nominato direttore dell'Ufficio economico dell'OGPU.
Tutti gli OKB dell'OGPU furono sciolti nel 1934 e gli specialisti condannati furono rilasciati ma l'impiego di scienziati e ingegneri detenuti ritornò nel 1938.
Nel 1938, Lavrentij Berija, un ufficiale del NKVD, istituì il Dipartimento degli uffici speciali di progettazione al NKVD URSS (Отдел особых конструкторских бюро НКВД СССР, Otdel osobych konstruktorskich bjuro NKVD SSSR). Nel 1939, l'unità venne rinominata nell'Ufficio tecnico speciale al NKVD URSS (Особое техническое бюро НКВД СССР, Osoboe techničeskoe bjuro NKVD SSSR) e posta sotto il controllo del Generale Valentin Kravčenko e l'immediata supervisione di Berija.
Il 10 gennaio 1939, per l'ordine numero 21 del NKVD, venne trasformato nell'Ufficio tecnico speciale (OTB) presso il Commissariato del popolo per gli affari interni dell'URSS per l'impiego dei prigionieri con particolari conoscenze tecniche.
Nel 1941 ricevette un nome segreto, il IV Dipartimento speciale del NKVD URSS (4-й спецотдел НКВД СССР, 4-j specotdel NKVD SSSR).
I compiti principali del Dipartimento erano:
(Breve rapporto sul lavoro della 4ª Divisione speciale del NKVD dell'URSS dal 1939 al 1944)
A partire dal 1945, il Dipartimento incominciò a sfruttati anche i prigionieri di guerra tedeschi.
Nel 1949, gli šaraška assunsero una maggiore importanza: se prima il lavoro veniva svolto esclusivamente per fini militari e di difesa, l'ordine numero 1020 dell'MVD datato 9 novembre 1949 decretò l'installazione di "Uffici speciali tecnici e di progettazione" per un'ampia varietà di ricerca e sviluppo nel settore "civile", in particolare nelle "remote aree dell'Unione". Inoltre, numerose imprese sotto gli auspici del Ministero degli Affari Interni organizzarono uffici speciali in cui lavoravano i prigionieri.
Dopo la morte di Stalin, il IV Dipartimento speciale venne dismesso il 30 marzo 1953 quando, poco dopo la morte di Stalin, Nikita Chruščëv fece arrestare e condannare a morte Berija per spionaggio.

## Personalità legate aglišaraška
- Aleksandr Isaevič Solženicyn, scrittore anticomunista che, con il romanzo Il primo cerchio, diede una vivida testimonianza della vita nello šaraška di Marfino.
- Lev Zalmanovič Kopelev, scrittore internato a Marfino (un'ispirazione per il personaggio di Rubin de Il primo cerchio)
- Sergej Pavlovič Korolëv, ingegnere aeronautico e progettista di razzi, successivamente capo progettista per il programma spaziale sovietico.
- Valentin Petrovič Gluško, ingegnere aeronautico e progettista capo per i motori dei razzi
- Andrej Nikolaevič Tupolev, ingegnere capo della famiglia di aeromobili Tupolev.
- Vladimir Michajlovič Petljakov, ingegnere capo progettista degli aeromobili Petlyakov.
- Vladimir Michajlovič Mjasiščev, ingegnere aeronautico.
- Leonid Lvovič Kerber, ingegnere aeronautico specializzato nelle apparecchiature radio
- Roberto Oros di Bartini (noto anche come Robert Ludvigovič Bartini), ingegnere aeronautico e scienziato italiano naturalizzato sovietico.
- Helmut Gröttrup, ingegnere tedesco dal laboratorio di Peenemünde. (Il suo capo Wernher von Braun venne preso dagli Stati Uniti).
- Nikolaj Nikolaevič Polikarpov, ingegnere aeronautico (arrestato per un breve periodo)
- Léon Theremin, pioniere della musica elettronica, inventore del theremin e della microspia passiva nota come "la cosa"
- Nikolaj Timofeev-Ressovskij, genetista e radiobiologo
- Leonid Ramzin, inventore della caldaia a flusso diretto
- Jurij Kondratjuk, pioniere dell'astronautica e del volo spaziale ideatore del concetto di fionda gravitazionale